# Notfall-Dichtungsmasse
Notfall-Dichtungsmassen (N-DM) sind Dichtstoffe, die bei Anwendung nach dem Prinzip von Knetmasse sofort funktionieren, N-DM Typ 1 gegen Säuren und Laugen sowie N-DM Typ 2 gegen Mineralölprodukte.

## Einsatz
Herkömmliche Dichtungsmassen benötigen eine bestimmte Zeit – in der Regel mehr als zwei Stunden –, bis sie ihre Wirksamkeit erreichen, und vor ihrer Anwendung muss die jeweilige Oberfläche gereinigt werden. Das hilft in Notfällen nicht weiter, wenn zum Beispiel ein Heizöltank oder Lkw-Tank beschädigt wurde und Öl ausläuft, denn das Leck muss hier unverzüglich abgedichtet werden, da Mineralöle für die Umwelt gefährliche Flüssigkeiten sind. Ein Tropfen Öl kann bis zu 600 Liter Trinkwasser unbrauchbar machen.
Ein weiterer Grund, dass übliche Dichtungsmassen in Notfällen nicht weiterhelfen, ist der starke Trenneffekt von Ölen, der dafür sorgt, dass auf Ölen normalerweise nichts anhaftet oder anklebt. Auch aus diesem Grund waren wirksame Notfallabdichtungen bis vor einigen Jahren schwierig oder gar nicht möglich.
Beide Notfall-Dichtungsmassen (N-DM-Typen 1 und 2) werden von Feuerwehren und anderen Hilfsdiensten eingesetzt und tragen so zur Vermeidung größerer Umweltschäden bei. Am häufigsten werden sie nach Verkehrsunfällen mit Lkw, bei denen der Dieseltank beschädigt wurde, eingesetzt.
N-DM Typ 1 und auch N-DM Typ 2 sind im März 2023 in der Neuausgabe der DIN-Norm DIN 14555-12 für den Gerätewagen Gefahrgut GW-G der Feuerwehren aufgenommen worden.